# Kenji Sekido
Kenji Sekido (関戸 健二 Sekido Kenji?, nacido el 7 de enero de 1990 en Kanagawa) es un exfutbolista japonés que se desempeñaba como centrocampista.

## Trayectoria

### Clubes
| Club            | País  | Año         |
| --------------- | ----- | ----------- |
| Fagiano Okayama | Japón | 2012 - 2023 |

## Estadística de carrera

### J. League
| Club            | Año   | J. League | J. League | Copa J. League | Copa J. League | Total | Total |
| Club            | Año   | Part.     | Goles     | Part.          | Goles          | Part. | Goles |
| --------------- | ----- | --------- | --------- | -------------- | -------------- | ----- | ----- |
| Fagiano Okayama | 2012  | 37        | 3         | -              | -              | 37    | 3     |
| Fagiano Okayama | 2013  | 23        | 0         | -              | -              | 23    | 0     |
| Fagiano Okayama | 2014  | 2         | 0         | -              | -              | 2     | 0     |
| Fagiano Okayama | 2015  | 5         | 0         | -              | -              | 5     | 0     |
| Fagiano Okayama | 2016  | 25        | 2         | -              | -              | 25    | 2     |
| Fagiano Okayama | 2017  | 40        | 1         | -              | -              | 40    | 1     |
| Total           | Total | 132       | 6         | 0              | 0              | 132   | 6     |